# Mark Birnbaum (Musiker)
Mark Birnbaum (* 11. Februar 1952) ist ein amerikanischer Pianist und Komponist, der vor allem Ragtime interpretiert.

## Wirken
Birnbaum ist ein klassisch ausgebildeter Komponist und Pianist; er promovierte 1982 an der Columbia University über Musik. 1983 komponierte und inszenierte er die Off-Broadway-Show A Day Together. Ermutigt von Andy Warhol, Vladimir Horowitz und Eubie Blake wechselte er zu Ragtime, Blues und Jazz und trat erfolgreich im Birdland, The Angry Squire und anderen New Yorker Clubs in auf. Später war in New York City zumeist das 13th Street Theatre seine Konzertbühne. Zwischen 1990 und 1993 wirkte er allnächtlich (in auffällige Kleidung gekleidet) als Pianist in der Fernsehshow von Joe Franklin bei WWOR-TV, was für nationale Aufmerksamkeit sorgte. Nebenbei arbeitet er auch als Modell.
Birnbaum erhielt seit 1979 mehr als zwanzig Kompositionsaufträge von Meet the Composer.
2005 wurde Birnbaum für seine Arbeit mit dem Ehrentitel des Neupauer Conservatory of Music ausgezeichnet. 2008 erhielt er den ERM Media Prize für seine Louisiana Elegy for Piano & Strings.  2015 entstand über ihn Cedric Brelet von Sydows Dokumentarfilm Melody Memoires.

## Diskographische Hinweise
- Ragtime Trip-Hop (2010)
- Mark Birnbaum & William Schimmel Weather Watch Free Jazz (2009)
- Joplin, Debussy & Scriabin: Cool Piano (2006)
- Jelly Roll Morton's Missing New Orleans (2006)